# AVプロダクション・ガールールプロ
AVプロダクション・ガールールプロは、日本のAV事務所である。通称、ガールールプロ。

## 概要
主にAV女優のマネジメントを手掛けている。
Japan production guild（日本プロダクション協会）加盟プロダクション。

## 所属モデル
- 秋元いおり
- 石田かほり
- 神楽美来
- 希咲鈴々花
- 佐久間泉
- 猫宮みけ
- 弘千花碧
- 北城希
- 三浦彩
- 南円
- 三舩みすず
- 流川千穂

## 過去の所属モデル
- 茜ことり
- あやみ旬果
- 石田かほり
- 奥川はる香
- 桂木彩衣
- 神坂美空
- 月野セイラ
- 七瀬アリス
- 葉月ひな
- 花咲亜弥
- 花城穂果
- 結城結乃
- 柚木結愛